# Emmanuelle Passard
Emmanuelle Passard (née le 27 janvier 1992 à Bordeaux en France) est une joueuse professionnelle française de hockey sur glace évoluant en ligue élite et en équipe de France en tant qu'attaquante.
Elle remporte le championnat élite français en 2013 avec les Bisons de Neuilly-sur-Marne puis le championnat universitaire canadien en 2016 avec les Carabins de Montréal.

## Biographie
Née à Bordeaux, elle commence le hockey à la patinoire de Mériadeck avec les Boxers. Elle est formée d'abord à Niort, puis à la section sportive scolaire (ou « sport-étude ») de Font-Romeu, dans les Pyrénées-Orientales. Elle intègre ensuite en 2008 le Pôle France, alors à Chambéry, en Savoie, et joue deux fois les championnats du monde moins de 18 ans avec l'équipe de France, en 2009 et 2010,.
Elle commence sa carrière de haut niveau en 2011 aux Bisons de Neuilly-sur-Marne, en championnat féminin élite, premier niveau du championnat féminin français, et intègre l'équipe première de la sélection française, avec laquelle elle joue les championnats du monde. L'équipe de France parvient en 2011 à monter de la division II à la division IB des championnats du monde, puis en division IA en 2013, après avoir échoué à l'automne 2012 à passer le tour de préqualifications du tournoi de qualification pour les Jeux olympiques de 2014,,.
En 2013, elle décide de quitter les Bisons et la France pour intégrer un championnat de meilleur niveau, et s'installe pour une saison au EV Bomo Thoune, en SWHL A, première division du championnat féminin suisse. Elle traverse ensuite l'océan Atlantique pour jouer avec les Carabins, équipe universitaire de l'université de Montréal, où elle reste cinq saisons, en suivant en parallèle un cursus d'anthropologie ,. Les carabins remportent le championnat universitaire U Sports pour la saison 2015-2016.
Elle continue à jouer en équipe de France en parallèle, malgré l'absence d'aide financière de la fédération pour se rendre aux stages. La sélection française se maintient en division IA quatre années consécutives et parvient à passer les préqualifications pour les Jeux olympiques de 2018, mais échoue au dernier tour disputé en février 2017. Au championnat du monde de 2018, l'équipe de France se classe première de division IA et est donc promue en Élite,,,.
L'équipe ne parvient pas à se maintenir l'année suivante, mais Emmanuelle Passard est recrutée par le HIFK, club de la ville d'Helsinki, en Finlande, dont l'équipe féminine est tout juste promue en Naisten Liiga, championnat élite finlandais,. Elle poursuit sa carrière en élite là-bas et est nommée Joueuse avec le plus de buts en supériorité numérique de la saison 2019-2020, ainsi que joueuse du mois de décembre. Pour la saison 2021-2022, elle reçoit le Trophée Emma Laaksonen (en) qui récompense la joueuse la plus fair-play de la ligue alors que son équipe termine seconde du championnat.

## Statistiques

### En club
| Saison    | Équipe                      | Ligue                |    | Saison régulière | Saison régulière | Saison régulière | Saison régulière | Saison régulière |   | Séries éliminatoires | Séries éliminatoires | Séries éliminatoires | Séries éliminatoires | Séries éliminatoires |
| Saison    | Équipe                      | Ligue                | PJ | B                | A                | Pts              | Pun              | PJ               | B | A                    | Pts                  | Pun                  |                      |                      |
| 2011-2012 | Bisons de Neuilly-sur-Marne | Féminin Élite        | 10 | 14               | 11               | 25               | 0                | -                | - | -                    | -                    | -                    |                      |                      |
| 2012-2013 | Bisons de Neuilly-sur-Marne | Féminin Élite        | 8  | 11               | 5                | 16               | 2                | 2                | 3 | 4                    | 7                    | 0                    |                      |                      |
| 2013-2014 | EV Bomo Thoune              | SWHL A               | 18 | 17               | 6                | 23               | 8                | 3                | 0 | 0                    | 0                    | 0                    |                      |                      |
| 2014-2015 | Carabins de Montréal        | SIC                  | 18 | 7                | 6                | 13               | 2                | 3                | 1 | 1                    | 2                    | 0                    |                      |                      |
| 2015-2016 | Carabins de Montréal        | SIC                  | 18 | 3                | 3                | 6                | 10               | -                | - | -                    | -                    | -                    |                      |                      |
| 2016-2017 | Carabins de Montréal        | U Sports             | 17 | 1                | 3                | 4                | 6                | -                | - | -                    | -                    | -                    |                      |                      |
| 2017-2018 | Carabins de Montréal        | USports              | 20 | 4                | 1                | 5                | 4                | 6                | 1 | 0                    | 1                    | 0                    |                      |                      |
| 2018-2019 | Carabins de Montréal        | USports              | 20 | 2                | 1                | 3                | 4                | 4                | 0 | 1                    | 1                    | 0                    |                      |                      |
| 2019-2020 | HIFK                        | Naisten Liiga        | 20 | 17               | 8                | 25               | 4                | 3                | 1 | 1                    | 2                    | 0                    |                      |                      |
| 2019-2020 | HIFK                        | Naisten Liiga Alempi | 10 | 11               | 11               | 22               | 4                | 3                | 1 | 1                    | 2                    | 0                    |                      |                      |
| 2020-2021 | HIFK                        | Naisten Liiga        | 27 | 19               | 21               | 40               | 6                | 8                | 5 | 1                    | 6                    | 8                    |                      |                      |
| 2021-2022 | HIFK                        | Naisten Liiga        | 28 | 18               | 15               | 33               | 0                | 12               | 2 | 4                    | 6                    | 4                    |                      |                      |

### En équipe nationale
| Année | Équipe          | Compétition                          |   | PJ | B | A | Pts | Pun | +/-            |  | Résultat |
| 2009  | France - 18 ans | Championnat du monde moins de 18 ans | 4 | 2  | 2 | 4 | 0   | 0   |                |  |          |
| 2010  | France - 18 ans | Championnat du monde moins de 18 ans | 5 | 5  | 2 | 7 | 4   | 3   |                |  |          |
| 2011  | France          | Championnat du monde Division II     | 4 | 0  | 0 | 0 | 2   | 0   | Division II    |  |          |
| 2012  | France          | Championnat du monde Division IB     | 5 | 4  | 2 | 6 | 0   | 5   | 3e Division IB |  |          |
| 2012  | France          | Tournoi de qualification olympique   | 3 | 2  | 2 | 4 | 2   | -2  |                |  |          |
| 2013  | France          | Championnat du monde Division IB     | 5 | 5  | 3 | 8 | 2   | 4   | Division IB    |  |          |
| 2014  | France          | Championnat du monde Division IA     | 5 | 1  | 2 | 3 | 4   | -5  | 4e Division IA |  |          |
| 2015  | France          | Championnat du monde Division IA     | 5 | 3  | 4 | 7 | 0   | 0   | 3e Division IA |  |          |
| 2016  | France          | Championnat du monde Division IA     | 5 | 3  | 3 | 6 | 2   | 3   | Division IA    |  |          |
| 2017  | France          | Championnat du monde Division IA     | 5 | 0  | 0 | 0 | 2   | -4  | 6e Division IA |  |          |
| 2017  | France          | Tournoi de qualification olympique   | 6 | 2  | 3 | 5 | 4   | 4   |                |  |          |
| 2018  | France          | Championnat du monde Division IA     | 5 | 1  | 0 | 1 | 0   | 1   | Division IA    |  |          |
| 2019  | France          | Championnat du monde                 | 5 | 1  | 0 | 1 | 2   | -1  | Dixième place  |  |          |